# سينوصور
السينوصورس (Sinosaurus، يعني "سحلية صينية") هو جنس منقرض من ديناصورات تيتانوراي الثيروبودا عاش خلال عصر الجوراسي المبكر، تم العثور على حفرياته في Lufeng Formation في مقاطعة يونان بالصين، كان من آكلة اللحوم ثنائيات الحركة، طوله يقدر بـ 5.6 أمتار.

## وصلات خارجية
- Information on Sinosaurus and other early dinosaurs at Thescelosaurus